# دیوان امیری قطر

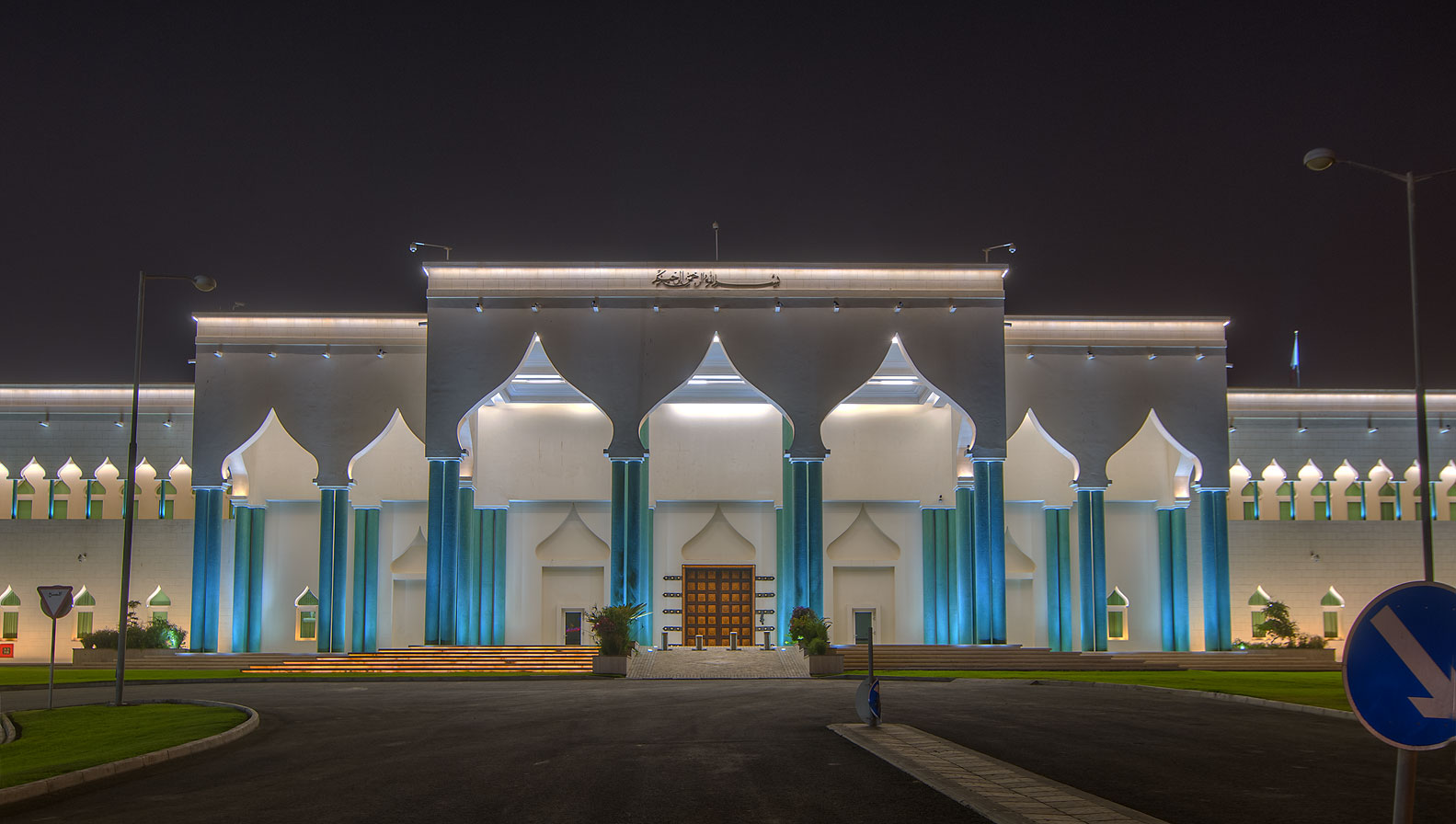
سردر دیوان امیری

دیوان امیری قطر، دستگاه مستقل و دفتر اداری امیر قطر و مقر دولت قطر است. دیوان امیری محل کار و دفتر امیر قطر است. همچنین دفتر نایب امیر و نخست‌وزیر در این ساختمان قرار دارند.

## تاریخچه
ساختمان فعلی دیوان امیری پیش از این با نام «قلعه بدع» شناخته می‌شد که در قرن ۱۸میلادی ساخته شده‌است. در دوران حاکمیت عثمانی بر قطر به عنوان یک قلعه نظامی بکار گرفته شد و به «قلعة العسکر» معروف شد. بعد از خروج عثمانی‌ها از قطر، این ساختمان به مقر رسمی حاکمان قطر تبدیل شد و به کاخ دوحه تغییر نام پیدا کرد و گاهی نیز به نام «قلعة الشیوخ» خوانده شده‌است. در سال ۱۹۷۱ پس از استقلال قطر از بریتانیا، این قلعه به‌طور رسمی به دیوان امیری تغییر نام یافت و عنوان «امیر» جایگزین عنوان «حاکم» دولت قطر شد.

## فعالیت‌ها
برخی از وظایف دیوان امیری عبارتند از:
- آگاه کردن امیر قطر از آخرین اخبار و تحولات بین‌المللی و داخلی
- ارائه پیش‌نویس قوانین به امیر برای تأیید
- دریافت دستورها امیر و ابلاغ آنها به سایر نهادهای دولتی